# Chabuata ochrias
Chabuata ochrias är en fjärilsart som beskrevs av Jones 1908. Chabuata ochrias ingår i släktet Chabuata och familjen nattflyn. Inga underarter finns listade i Catalogue of Life.